# Система за управление на обучението
Система за управление на обучението (СУО) (на английски: Government learning platforms) или Система за мениджмънт в обучението (СМО) (на английски: Learning management system , LMS, на немски: Lernplattform, платформа за учене ) e софтуерно приложение за мениджмънт и администриране, управление и създаване на документация, проследяване на развитието и писане на доклади по обучителните програми, класовете и онлайн събитияте, програмите по е-обучение и съдържанието по обучението.
Система за управление на учебното съдържание (СУУС) или Система за мениджмънт на съдържанието в обучението (СМСО) (на английски: Learning Content Management System, LCMS) е съответно софтуерната платформа, която се използва
за електронна среда, която да има функцията на уеб интеракция и съхраняване на учебно съдържание, което дава възможност и да се използва за учебен мениджмънт или дори управление, както и да се прилага системно административна поддръжка на функциониращата онлайн платформата и учебното съдържание в нея. Цел на системите за онлайн учебно съдържание като цяло е да служат за онлайн обучение и мениджмънт на учебното съдържание на обучаемите, а често те служат и като учебна платформа и за софтуерната разработка на това онлайн курсово съдържание, като се дава широка основа за развиване на началните (базови) идеи в областта на програмирането, уебдизайна, създването на онлайн форми, използването на програмни езици или ако това не може да се оптимизира, то поне на готови програмни модули. СУУС и СМСО разграничават физическите носители на съдържанието като учебници, тетрадки от начина му на представяне на обучаемия онлайн, тоест предполага се че някои от учебниците са в онлайн четим формат, а написаното в тетрадките може да се дигитализира, ако не със самата СМО система, то поне с подпомагащия онлайн други приложения, които могат да бъдат на разположение на учащия в мрежата, и които да опосредстват учебния процес с международна помощ, когато не е бил открит програмен модул, който да бъде синхронизиран в самата система за онлайн обучение.

## Компоненти на СМО платформите
Система за мениджмънт на учебното съдържание (СМСО) се дефинира като система, която дава възможност на учащия или обучаващия да създава учебно съдържание, да съхраняват съдържание онлайн или на хардуерен носител, също системата да окомплектова визуално и предоставя донякоде персонализирано учебно съдържание във формата на учебно-ориентирани програмни обекти, като за начало и логин обекти (за Google, Facebook, имейл и други). Въпреки че съществуват различни СМО, техните основни компоненти са следните:
- хранилище (repository) за учебни програмни обекти – това е централната база данни, в която

програмните обекти се съхраняват в техния ъпдейтнат вариант, там понякога може да попадне и самото учебно съдържание, което трябва да се пази и се управлява онлайн.
В зависимост от конкретните образователни нужди, отделните учебни програмни обекти могат да бъдат разпределяни индивидуално между обучаемите и обучаващите или също да бъдат ползвани като компоненти за създаването на по-големи учебни модули или цели курсове, тоест персонализация на СМО. Така учебното съдържание може да бъде представено на обучаемия посредством интернет, оптични носители (CD или DVD) или също печатни материали, които тук допълват онлайн съдържанието. Един и същи програмен обект може да бъде използван многократно, толкова пъти и за толкова цели, за колкото е програмно написан и тестван като подходящ. Тъй като разделянето на учебното и уеб съдържание от чистата програмна работа, логика и код се осъществява посредством уеб езика XML, като учебното съдържание запазва смисъла и целостта си независимо от платформата, на която се разглежда.
- автоматизирано приложение за създаване на програмни обекти и дизайн-оформяне на учебно съдържание в СМО – това приложение предоставя възможности на авторите да създават нови учебни програмну обекти, да използват вече създадени, които са в хранилището, както и да ги системно администрират с цел създаването на нови учебни програмни обекти, модули или курсове. За по-лесното изграждане на нови курсове системата предоставя шаблони и примери от вече създавани обекти, които са в съответствие с принципите на дизайна на обучението.
- интерфейс за интерактивно и динамично предоставяне на учебно съдържание – тази част от системата се занимава с персонализацията на съдържанието, което се предоставя на съответния обучаем. То трябва да е съобразено с неговите резултати при входната проверка и/или с неговите задачи. СУУС поддържат записи от представянето и прогреса на потребителя по време на всички дейности, връзки към подходящи източници на информация и разнообразни видове оценяване с обратна връзка към потребителя. Този интерфейс може да бъде променян според нуждите на организацията, която използва съответната СУУС. Например, съдържанието може да бъде представяно на уеб страници с добавено лого на компанията.
- приложение за администриране на системата – това приложение се използва с цел да се управляват потребителските профили – да се следи и да се правят извадки за прогреса на обучаемите, да се създават курсове и да се изпълняват други основни административни функции.

## Приложение на учебните СМО платформи
Основните програмни, университетски, учебни и когато се отнася до частния сектор на образователната система, който предоставя курсове – бизнес проблеми, които се предполага, че разрешава СМО, са:
- възможността за едновременно централизиране, но също и разпределяне (при cloud LMSes) на управлението на учебното съдържание и самата онлайн учебна работа на определена организация, с цел ефективно търсене и бърз достъп.
- повишаване на онлайн продуктивността при обучението чрез възможности за сгъстяване на работния график на преподавателите.
- повишаване на продуктивността в програмирането при изготвяне на дизайна, разработване, брандиране и маркетинг, и публикуване онлайн на системи за учебно съдържание, а и самата учебна БД после върху тях.

Вместо да се налага изготвяне на нов учебен курс, чрез СМО може да се преработи съществуващият такъв, така че да е подходящ за различни аудитории. При преработката могат да се поддържат и различните версии. Програмните обекти, които се намират в базата данни или се съхраяват в централната и други програмни библиотеки могат да бъдат на разположение на разработчиците на СМО, за създаването на нови курсове в една държавна (или в някои случаи частна) учебна организация, което прави възможна тяхната многократна употреба в различните курсове в нея. Това премахва нуждата от повторната разработката на вече създадено съдържание и прави изготвянето на специфични (особено за частните организации) курсове по-бързо и лесно.
В основата си, системите за мениджмънт на обучението (СМО) са планово и стратегическо решение от високо ниво, което се използва за учебно планиране, за осъществяване на практика, както и онлайн управление на всички „събития“ (events), тоест учебната програма и също събития на учебната организация, свързани с обучението в една организация. Това включва онлайн курсове, такива, провеждани във виртуална класна стая или водени от инструктор. Основната цел на СУО е да организира потребителите, съхранявайки техен личен профил, записи за тяхното представяне и прогрес при всички видове дейности. Тъй като тези системи често се използват за сертифициране, анализ на уменията и компетентността в предприятия, е възможно СУО да споделят данни с отдел човешки ресурси или с отдела за планиране развитието на предприятието. Повечето СУО са уеб базирани, за да позволяват достъп по всяко време и от всяко място, а някои от тях предлагат и възможност за самостоятелно записване на курс от обучаемите, след което веднага предоставят достъп до курсовете.
Често срещана грешка е системите за управление на обучението (СУО) да бъдат сбъркани със системи за управление на учебно съдържание (СУУС). Основната цел на СУО е да организира потребителите, запазвайки записи за тяхното представяне и прогрес от различните видове дейности, а СУУС управляват учебните обекти, така че те да бъдат предоставяни на правилния обучаем в правилното време.
СУО са базирани на различни платформи, от Java EE архитектури до Microsoft .NET, които използват мощни бази данни. Съществуват както системи, развити с комерсиална цел, така и такива, които са с отворен код. Други различия в системите се основават на фокусирането върху различни учебни, административни или системни изисквания.